# Nasaret
Nasaret (arabiska الناصرة/an-nāṣira; hebreiska נצרת/natsrát), är en medelstor stad i norra Israel. Staden är belägen på randen av ett berg och syns på långt håll över Jisreelslätten.
Enligt Nya Testamentets evangelier är Nasaret Jesu hemstad i Galiléen. Jesu fosterfar sägs i Matteusevangeliet (2:23) bosätta sig i Nasaret "för att det som sagts genom profeterna skulle uppfyllas: Han skall kallas nasaré". Pilgrimer har sedan lång tid tillbaka vallfärdat till Nasaret och besökt den plats som utpekas som Josefs och Jungfru Marias hem och som nu är överbyggd med en stor basilika. Omkring 500 meter från basilikan finns den så kallade Gabriels källa, där Maria sägs ha hämtat vatten efter bebådelsen. Även denna är överbyggd, med ett litet kapell. Nasaret började bli en viktig vallfartsort för kristna under 300-talet.
De flesta invånarna i Nasaret är fortfarande palestinier, till skillnad från andra städer inom 1949 års gränser av Israel där den palestinska befolkning blev förflyttad mellan 1948 och 1949 efter Israels erövringar i området.[källa behövs] Staden hade år 2020 cirka 81 200 invånare. Majoriteten är araber, och av araberna är knappt 70 procent muslimer och cirka 30 procent kristna. Nasaret är den största arabiska staden i Israel.

## Historia

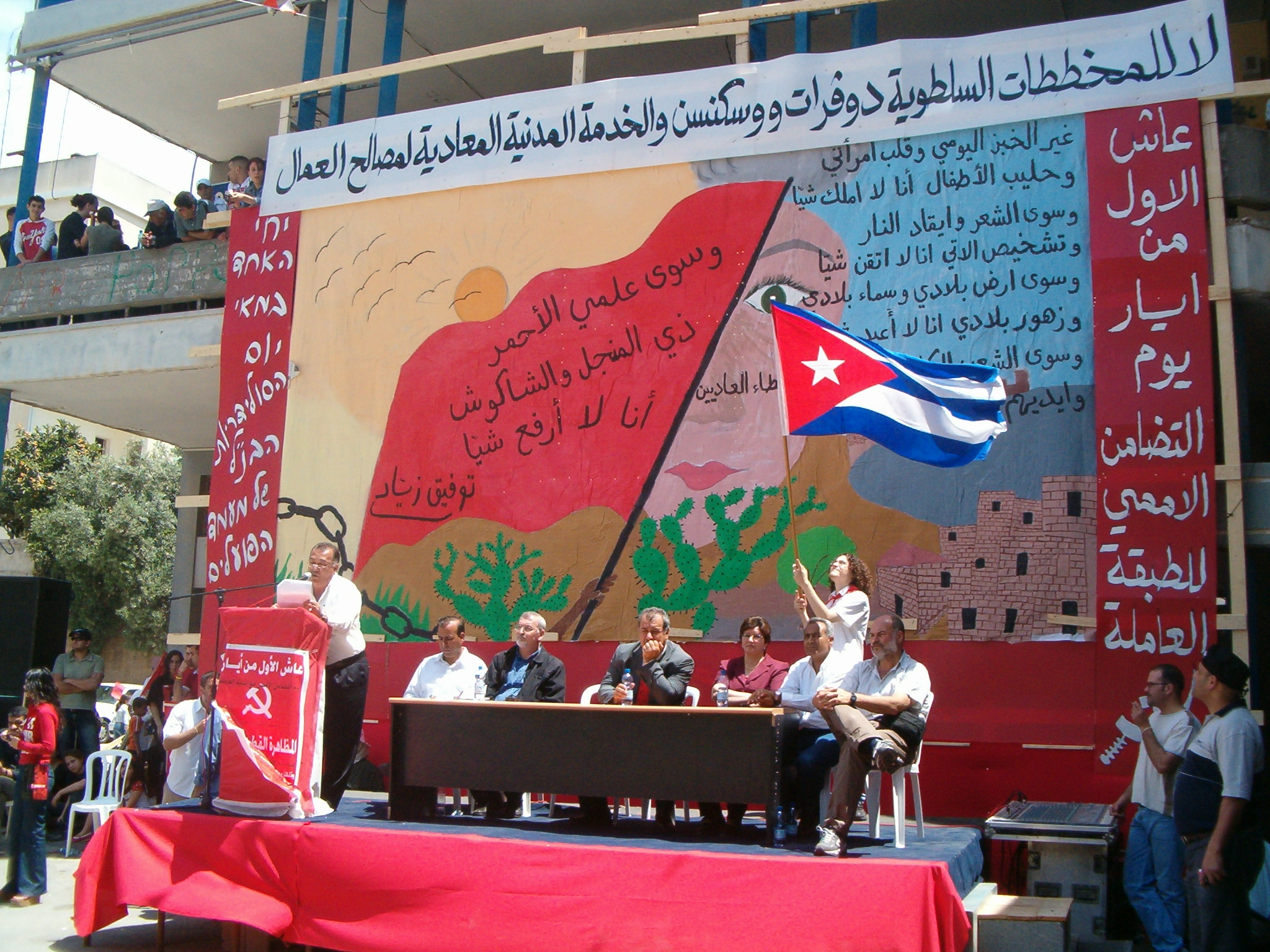
Första maj-firande i Nasaret.

Nasaret var bebott redan under antiken, men var då en obetydlig by. Det är dock omtvistat huruvida platsen var bebodd omkring tiden för Kristi födelse. Varken Gamla Testamentet eller Talmud nämner Nasaret och det gör inte Josefus heller. Å andra sidan var det många platser som han inte nämnde och i sin självbiografi skrev han att det fanns sammanlagt 240 orter i Galileen. Talmud nämner 63 av dem, och omnämner alltså inte 75 % av orterna.
Arkeologiska utgrävningar som gjorts i det moderna Nasaret under överinseende av det Israeliska antikvarieämbetet visar att det området har varit bebyggt och bebott liksom att marken brukats sedan den mellersta bronsåldern (2000–1500 f.Kr). Efter att ha varit obebott under en period några hundra år före vår tideräknings början befolkades det igen och en ny bebyggelseperiod ägde rum under den hasmoneiska eran (från mitten av 100-talet f.Kr).
Eftersom man då, liksom många sekler framåt, byggde husen utan grund och kontinuerligt återanvände gammalt byggmaterial vid nybyggen har arkeologerna inte kunnat finna det som annars brukar vara de enda återstående spåren av forntida bebyggelse, nämligen husgrunder. Däremot har man funnit en rad vittnesbörd om livet i Nasaret.

## Referenser

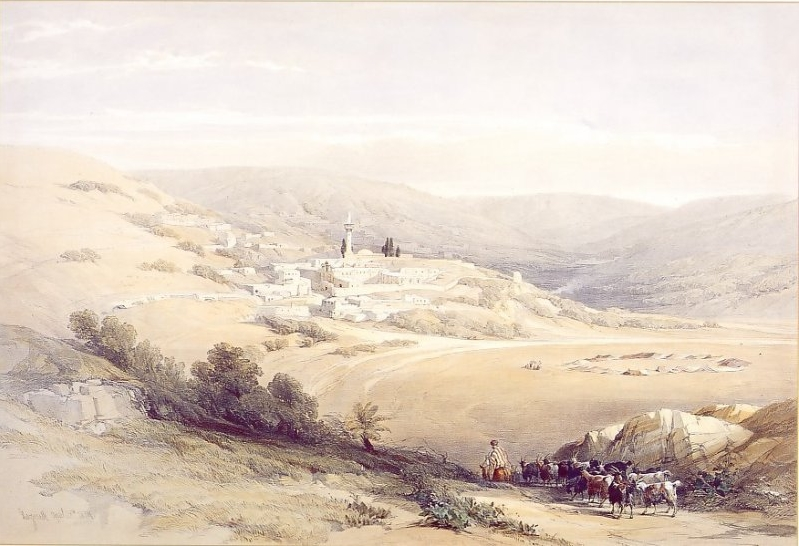
Nasaret (David Roberts, 1842)